# 八千代市立八千代台西中学校
八千代市立八千代台西中学校（やちよしりつ やちよだいにしちゅうがっこう）は、千葉県八千代市にある中学校である。通称は「西中」や「やちにし」。

## 設備
八千代台西中学校は、創立から40年以上が経過しているため、校舎などに損傷が見られる。また、耐震化基準を満たしていないため、平成25年度より校舎の耐震化工事が行われている。　

## 特徴
八千代台西中学校は読書を推進している。そのため、朝の十五分間、図書委員が中心となり朝読書を行っている。また、八千代台西中学校の図書室には、市内でも珍しく、漫画が所蔵されており、その影響もあるのか、図書室の利用者数（貸出冊数）は、市内でも一位、二位を争うほど多い。（尚、八千代市教育委員会は、学校図書館での漫画の所蔵を推進しておらず、所蔵を原則として禁止している。そのため漫画を所蔵しているのは、西中学校を含め二校のみである。）
平成二十五年度より、新しい伝統として無言清掃を開始した。これは、清掃時間の十分間、集中力を高めるというねらいがある。
創立記念日などの記念日はない。

## 服装
正装は、男子は白のワイシャツに学ラン（ボタンは、学校指定で校章の入ったもの）。女子は紺色の長そでセーラー服。
略装は、男子は上着を着ていない状態、女子は半袖で、白基調の学校指定のセーラー服を着ている状態を指す。
体操服は学校指定のものに限り、冬季はその上に学校指定の上着を着る。授業中は、授業参観・公開研究会の時など、一部を除いて原則体操服姿で行う。

## 表彰
八千代台西中学校では、三年間学校のためにひたむきに貢献してきた生徒に学校賞を、無言清掃(後述)の際に一学期間無言で熱心に清掃を行ったものに清掃模範生徒賞を、更にそれを一年間続けると特別清掃模範生徒賞を、自ら進んで善行を行ったものにロイヤルブルー賞をそれぞれ表彰している。

## 歴史
八千代台西中学校は八千代中学校の急激な生徒の増加に伴い、新設することが昭和49年度に決定し、創立された。
- 昭和50年4月1日：創立
- 同年4月7日：開校式
- 昭和51年3月6日：新校舎へ移転(それまでは八千代中学校内を間借り)
- 昭和52年3月10日：体育館落成
- 同年3月15日：第一回卒業式
- 同年3月30日：技術棟完成
- 昭和53年3月20日：本体工事第3期校舎完成
- 昭和63年12月15日：プール完成
- 平成25年7月1日より：校舎耐震化工事

## 主な行事

### 4月
- 始業式・着任式
- 入学式
- 部活動オリエンテーション
- 避難訓練
- 集団行動コンテスト
- 授業参観
- 全国一斉学力テスト

### 5月
- 生徒総会
- 修学旅行

### 6月
- オープンスクール（授業参観）
- 中間テスト
- 部活動壮行会
- 二年生職業体験

### 7月
- 部活動壮行会
- 終業式
- 夏季休業

### 9月
- 始業式
- 避難訓練
- 生徒会役員選挙
- 八千代市英語スピーチコンテスト
- 八千代市総合体育祭

### 10月
- 中学校駅伝大会
- 西中学校体育祭ウェストフェスティバル(WF)
- 中間テスト

### 11月
- 八千代市小中学校音楽会
- 期末テスト
- 合唱コンクール
- オープンスクール

### 12月
- 大掃除
- 終業式
- 冬期休業

### 1月
- 始業式
- 校内席書会
- 一年生宿泊学習ホワイトスクール

### 2月
- 学年末テスト

### 3月
- 3年生を送る会
- 卒業証書授与式
- 新入生一日入学
- 修了式
- 春期休業
- 離任式

## 学校組織
学校組織として、生徒会執行部、部活動及び部長会、顧問会、委員会、学年協議会、パートリーダー会、フロアリーダー会がある。

### 専門委員会、生徒会
- 生徒会(執行部)・・・学校運営を主に担当するほか、八千代市子どもサミットへ参加する。生徒総会、委員会を招集する。

執行部員は、毎年9月に行われる役員選挙において会長一名、執行部六名、計七名を選出する。
- 学年協議会・・・各学級より選出された学級委員(男女一名ずつ)が、学年の運営等にたいして企画、立案し生徒協議会に提案等を行う。
- 専門委員会・・・各学級より選出された専門委員(男女一名ずつ)が、その担当するものの向上を目指し、企画、立案し生徒協議会に提案等を行う。委員長一名、副委員長一名。
  - 委員会一覧とその概要
    - 図書委員会・・・図書室の運営、管理、置き勉のチェックなどを行う。
    - 放送委員会・・・朝、給食、清掃時等に放送を行う。
    - 生活・環境委員会・・・清掃用具入れ等のチェック、植物の栽培等の学校の美化活動を行う。
    - 保健委員会・・・爪検査などの衛生面のチェック、キャンペーンを行う。
    - 給食委員会・・・給食時に給食当番の衛生面のチェックなどを行う。
- 部長会・・・各部活動の部長で形成され、部活動の質の向上などを目指す。
- 生徒協議会・・・各部長、委員長、学級委員、生徒会執行部員が学校の校風の向上発展を目指し、各委員会、協議会等で立案された企画などの審議などを行う。

### パートリーダー会
西中学校は各学級のパートごとにパートリーダーというのがおり、歌声の向上に努めている。三年生は全校パートリーダー会を結成し、学校として歌声の向上に努めている。

### フロアリーダー会
学校の無言清掃を徹底するため、各フロア男女一名ずつ清掃リーダー(フロアリーダー)を配置し、清掃の質の向上などを目指す。

### 部長会
八千代台西中学校では、部活動が必修化されている。
各部　部長一名、副部長一、二名(各部の人数により異なる)。また、部長は部長会のメンバーであり、各部の顧問は顧問会に属する。また、一部の部では外部コーチが存在する。
"運動部"
- 野球部(男子)
- サッカー部(男子)
- ソフトボール部(女子)
- 男子、女子バスケットボール部
- 男子、女子バレーボール部
- 女子ソフトテニス部
- 陸上部
- 卓球部
- 剣道部

"文化部"
- 吹奏楽部
- 美術部
- パソコン部
- ふれあい部・・・外部での活動をしている生徒が入る部活動

## 教育目標、伝統
教育目標は、気力あふれ知性と行動力豊かな生徒の育成。
学習指標は、質問する勇気を持て。
主な伝統は、
- 清掃時間の無言清掃。
- 授業前の二分前着席。
- 四本柱と呼ばれる、挨拶、歌声、清掃、部活動。

## 主な出身者
- 吉岡光（柔道家・48kg級）
- 金久保優斗（プロ野球選手）